# Adrianna Luna
Adrianna Luna (* 12. května 1984, Los Angeles, Kalifornie, USA) je pseudonym americké pornoherečky, modelky a tanečnice mexicko-filipínského původu. Svoji kariéru začala v březnu roku 2011. Objevila se na obálce magazínu Penthouse pro listopad 2012.

## Život
Adrianna Luna se narodila a vyrostla v Los Angeles v Kalifornii. Je mexicko-filipínského původu a mluví plynně španělsky i anglicky. Rozumí též dobře filipínskému jazyku tagalog, ale nemluví jím. Nejdříve studovala na Sonoma State University, poté na California State University v Northridge. Tuto školu úspěšně absolvovala s bakalářským titulem. Předtím, než vstoupila do pornografického průmyslu, pracovala jako výkonná asistentka ve finančnické firmě.
Při studiích se začala věnovat muay thai a MMA (Smíšená bojová umění). Adrinna uvádí, že jejími oblíbenými zápasníky v tomto sportu jsou Jon Jones a Ronda Rouseyová.

## Kariéra
Adrianna Luna původně v pornografickém průmyslu působila jako maskérka, pornoherečkou se oficiálně stala až v březnu roku 2011. Tvrdí, že prvního hardcore natáčení se účastnila až den předtím, než měla točit svoji první scénu. Do té doby se účastnila pouze natáčení tzv. soft porna. Její první film nesl název Them's Some Sexy Titties a účinkovala v něm s pornohercem Dannym Mountainem. Mimo toho, že je Adrianna pornoherečkou, se věnuje i modelingu a působí jako tanečnice v pánských klubech. Její debut, co se tancování týče, se odehrával v sanfranciském baru Crazy Horse.
Krátce po vstupu do pornografického průmyslu se setkala se svojí přítelkyní z dětství, která, shodou náhod, pracovala pro online časopis Rumpus a chtěla s Adriannou udělat rozhovor. Zde Adrianna uvedla, mimo jiné, že průmysl je daleko více sofistikovanější a organizovanější, než si dříve myslela.
V červnu 2012 byla uvedena v seznamu "nových tváří" podle časopisu AVN. V listopadu toho roku se Adrianna Luna také stala tváří vydání časopisu Penthouse. Objevila se i v pořadu Naughty Show.
V červnu 2013 se stala tváří australského erotického časopisu People, kde byl komentován především její výkon ve filmu Tuff Love, který je označován za její dosud nejlepší film.